# Sociographie

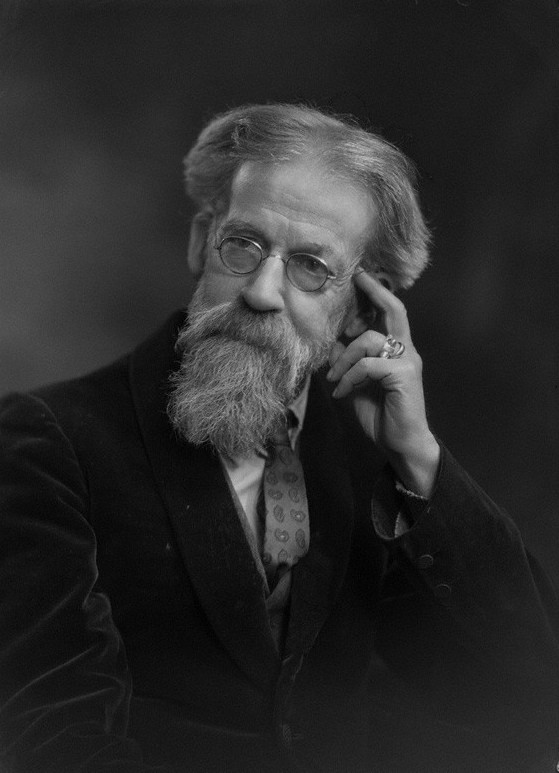
Sebald Rudolf Steinmetz

La sociographie est l'étude descriptive des réalités et des faits sociaux, dans laquelle l'accent est mis sur l'observation empirique des sociétés.

## Histoire
Introduite par le professeur Sebald Rudolf Steinmetz (titulaire de la chaire de sociographie et de géographie politique à l'Université d'Amsterdam), et reprise peu avant la Première Guerre mondiale par Ferdinand Tönnies, la sociographie utilise des méthodes spécifiques d'enquête pour « affronter le réel dans sa vérité et sa totalité » (Steinmetz). S’affirmant peu à peu, face à l’école historique allemande notamment, cette démarche a pris place parmi les sciences sociales, et elle a donné lieu à des études de terrain dans le champ de la sociologie et de l'ethnologie.
La sociographie apparaît dans l'intitulé de deux chaires créées au Collège de France :
- sociologie et sociographie musulmanes, de 1902 à 1925 (titulaire : Alfred Le Chatelier), et de 1926 à 1954 (titulaire : Louis Massignon)
- sociographie de l'Asie du Sud-Est, de 1978 à 1985 (titulaire : Lucien Bernot).